# Microhexura montivaga
Microhexura montivaga, és una espècie de aranya trobada a les muntanyes Apalatxes (Carolina del Nord i Tennessee). Identificada el 1923, habita a les molses que creix en roques per sota el dosser arbori.

## Biologia
M. montivaga és un dels migalomorfs més petits, amb una mida entre 3 i 4 mm. La coloració varia de marró lleuger a groc-marró a un marró vermellós més fosc, sense senyals a l'abdomen. Els quelícers estan projectats endavant, i un parell de fileres molt llargues. Posseeix un segon parell de pulmons en llibre, que apareixen darrere del solc genital.
M. montivaga construeix teranyines en tub, aparentment com a refugi, ja que la presa mai s'han trobat dins. Probablement s'alimenta de col·lèmbols que són abundants dins les catifes de molsa. M. montivaga pot trigar molt de temps per assolir la maduresa, un tres anys, a causa de les baixes temperatures i, per tant, posseeix un metabolisme lent.
La destrucció de molts boscos d'avet fraser fir (Abies fraseri) dels Apalatxes ha destruït molts hàbitats de M. montivaga, i l'espècie d'aranya ja va aparèixer a la llista d'espècies en perill d'extinció el 1995. Molt avets han mort a causa de l'atac d'un hemípter, Adelges piceae (Adelgidae), una plaga introduïda des d'Europa. Sense la protecció del bosc desapareix la molsa que és essencial per la supervivència de l'aranya, que requereix un clima d'humitat alta i constant. Només la població de l'Avery/Caldwell línia de Comtat dins Carolina del Nord sembla per ser relativament estable.